# 恆星黑洞
恆星黑洞（Stellar black hole）是一種大質量恆星（20倍太陽質量，但其真實質量並未證實，而且也取決於其他變數）引力坍塌後所形成的黑洞，可以藉由伽瑪射線暴或超新星來發現它的蹤跡，其質量是五至數十倍的太陽質量。目前已知質量最大的恆星黑洞是15.65±1.45倍太陽質量。另外，也有証據證明IC 10 X-1 X-ray是一個擁有24至33倍太陽質量的恆星黑洞。
根據廣義相對論，可以存在任何質量的黑洞。質量越少，形成黑洞所需的密度就越高（參看史瓦西半徑）。直至目前為止，還沒有發現任何可以製造少於1太陽質量的黑洞方法。但如果它們存在，它們極有可能是微黑洞。
恆星的引力坍塌是一個形成黑洞的自然過程。當恆星寿终正寝时，即所有能量耗盡後，引力坍塌是無可避免的事態。如果恆星的坍塌質量低於臨介值時，將會生成白矮星或中子星的緻密星。這些星體擁有最大的質量，所以，如果緻密星的質量超過此臨介值時，引力坍塌會繼續，以致出現引力奇點，形成黑洞。雖然還沒證實到中子星的最大質量，但估計也有3倍太陽質量。直至目前為止，質量最小的黑洞大約有3.8倍太陽質量。
另外，也有觀察証據證明有兩種質量比恆星黑洞更大的黑洞，它們是中介質量黑洞（位於球狀星團的中心）和超大質量黑洞（位於銀河系和活動星系核的中心）。
一個黑洞最多只能擁有以下三個特性：質量、電荷和角動量（旋轉）。所有自然生成的黑洞都會旋轉，但並沒有確實觀察旋轉狀況。恆星黑洞的旋轉是因為恆星的角動量守恆而造成的。

## X射線聯星系統中的觀察質量
當物質從黑洞的伴星轉移至黑洞時，在聯星系統中的黑洞是可以觀測到的。掉落至緻密伴星的質量釋放出的能量是如此的巨大，使物質的溫度升高至數億度的高溫並輻射出X射線；因此可以用X射線觀察黑洞，而伴星可以用光學望遠鏡觀察。從黑洞和中子星釋放出來的能量有相同的數量級，使黑洞和中子星經常難以區分。
但是，中子星還有其他的特性。它們顯示出微差自轉，並且有磁場和呈現局部的爆炸現象（熱核爆炸）。每當這些特性被觀測到，就可以判斷密接聯星的伴星是中子星。
推導出的質量來自對緻密X射線源的觀測（結合X射線和可見光的資料），所有被辨認出為中子星的質量都在3-5倍的太陽質量，緻密伴星的質量在5倍太陽質量以上的系統都未顯露出中子星的特徵。結合這些事實，緻密伴星的質量在5倍太陽質量以上的越來越可能是黑洞。
值得注意的是，黑洞存在的證據不僅是從地球上觀測到的，也來自理論：在如此的聯星系統中，除了黑洞之外，沒有任何天體可以做為這個緻密伴星的天體。如果能直接觀察到一個微粒（或一個氣泡）墜落進入黑洞的軌道，就可以直接證明黑洞的存在。

## 恆星質量黑洞的候選者
我們的銀河系內有一些恆星質量黑洞的候選者(BHCs)，它們比銀河中心區的大質量黑洞更靠近我們。這些候選者都是X射線聯星系統，緻密伴星經由吸積盤從它的夥伴獲得質量。這些可能黑洞的質量從3倍至12倍太陽質量。
| Name          | BHC質量(太陽質量) | 伴星質量(太陽質量) | 軌道週期 (天) | 與地球的距離(光年) |
| ------------- | ----------------- | ------------------ | ------------- | ------------------ |
| A0620-00      | 9−13              | 2.6−2.8            | 0.33          | 大約 3500          |
| GRO J1655-40  | 6−6.5             | 2.6−2.8            | 2.8           | 5000−10000         |
| XTE J1118+480 | 6.4−7.2           | 6−6.5              | 0.17          | 6200               |
| 天鵝座 X-1    | 7−13              | ≥18                | 5.6           | 6000−8000          |
| GRO J0422+32  | 3−5               | 1.1                | 0.21          | 大約 8500          |
| GS 2000+25    | 7−8               | 4.9−5.1            | 0.35          | 大約 8800          |
| 天鵝座 V404   | 10−14             | 6.0                | 6.5           | 大約 10000         |
| GX 339-4      |                   | 5−6                | 1.75          | 大約 15000         |
| GRS 1124-683  | 6.5−8.2           |                    | 0.43          | 大約 17000         |
| XTE J1550-564 | 10−11             | 6.0−7.5            | 1.5           | 大約 17000         |
| XTE J1819-254 | 10−18             | ~3                 | 2.8           | < 25000            |
| 4U 1543-475   | 8−10              | 0.25               | 1.1           | 大約 24000         |
| GRS 1915+105  | >14               | ~1                 | 33.5          | 大約 40000         |
| XTE J1650-500 | 3.8±0.5           | .                  | 0.32          | .                  |

## 外部連結
- Black hole diagrams （页面存档备份，存于）